# Comtat de Montgomery (Maryland)
El Comtat de Montgomery (en anglès: Montgomery County) és un comtat localitzat al sud de l'estat de Maryland als Estats Units, als afores de Washington, DC. És un dels comtats més rics del país, i té el percentatge més alt de residents amb més de 25 anys (29,2%) que tenen graus de màster i doctorat. La ciutat més gran i la seu del comtat és la ciutat de Rockville. Segons el cens dels Estats Units del 2010, hi viuen 971.777 persones. Gràcies al sistema d'administració de Maryland, la majoria dels habitants del Comtat de Montgomery viuen en ciutats i pobles que no són incorporats (és a dir, sense administració pròpia). Alguns dels més grans són Silver Spring, Bethesda, i Germantown, l'última de les quals és més gran que Rockville. A part de la capital, l'altra ciutat incorporat més gran del comtat és Gaithersburg.

## Nom
El comtat va ser fundat l'any 1776 per la legislatura de Maryland, nomenat en honor de Richard Montgomery, general major en l'exèrcit Continental durant la Guerra d'Independència dels Estats Units. El comtat va ser format per la meitat del sud del Comtat de Frederick.